# Acer papilio
Acer papilio é uma espécie de árvore do gênero Acer, pertencente à família Aceraceae.